# Hashini Prabodha
Balasooriya Mudiyanselage Hashini Prabodha Balasooriya (* 10. Juli 1998) ist eine sri-lankische Dreispringerin.

## Sportliche Laufbahn
Erste internationale Erfahrungen sammelte Hashini Prabodha 2016 bei den Juniorenasienmeisterschaften in der Ho-Chi-Minh-Stadt, bei denen sie mit einer Weite von 12,61 m den siebten Platz belegte. Zudem erreichte sie in diesem Jahre bei den Südasienspielen in Guwahati mit 12,69 m Rang vier. 2018 nahm sie an den Hallenasienmeisterschaften in Teheran teil und wurde dort mit neuem sri-lankischen Rekord von 12,77 m Sechste. Im Jahr darauf schied sie bei der Sommer-Universiade in Neapel mit 12,25 m in der Qualifikation aus und siegte Anfang Dezember bei den Südasienspielen in Kathmandu mit 13,21 m.
2016 wurde Prabodha sri-lankische Meisterin im Dreisprung.

## Persönliche Bestleistungen
- Dreisprung: 13,39 m (+0,8 m/s), 5. August 2018 in Colombo
  - Dreisprung (Halle): 12,77 m, 1. Februar 2018 in Teheran (sri-lankischer Rekord)